# Squalus nasutus
Squalus nasutus är en hajart som beskrevs av Last, Marshall och White 2007. Squalus nasutus ingår i släktet Squalus och familjen pigghajar. IUCN kategoriserar arten globalt som otillräckligt studerad. Inga underarter finns listade i Catalogue of Life.